# 恶魔角蛙属
惡魔角蛙屬（意為「別西卜的蟾蜍」）別稱魔鬼蛙，別西卜蛙，別西卜蟾等，是一屬已滅絕的蛙類，化石發現於上白堊世（7,000~6,600萬年前）的馬達加斯加島前瓦拉諾組。牠們被認為與在上白惡世巴西發現的巴烏魯蛙屬為近親，兩者原本被分類於角花蟾科下，但後續研究認為牠們與角花蟾科物種僅為近親，屬於新蛙亞目更為古老的獨立演化支。

## 發現史
惡魔角蛙最初是於1993年由紐約石溪大學的大衛·W·克勞斯所發現，但科學家蘇珊·E·埃文斯、馬克·E·H·瓊斯和克勞斯一直到14年後才收集足夠的數據，將惡魔角蛙的發現與命名發表在美國國家科學院的《美國國家科學院院刊》上。惡魔角蛙的屬名「Beelzebufo」為「Beelzebub」（是一位西族神祇，其名可譯為「蒼蠅王」，有時也被認為是基督教惡魔的首席副官之一或另我）和「bufo」（拉丁文中的「蟾蜍」）的混成詞。種名ampinga意思則是馬達加斯加語中的「盾牌」。
目前已發現約75塊惡魔角蛙的部分化石骨骼。其中最完整的樣本屬編號FMNH PR 2512的標本，包含了大部分的腦殼、部分上顎和部分頭骨頂部。透過這些化石，研究人員得以重建出整隻惡魔角蛙的骨骼復原圖，包括幾乎完整的頭骨。

## 描述

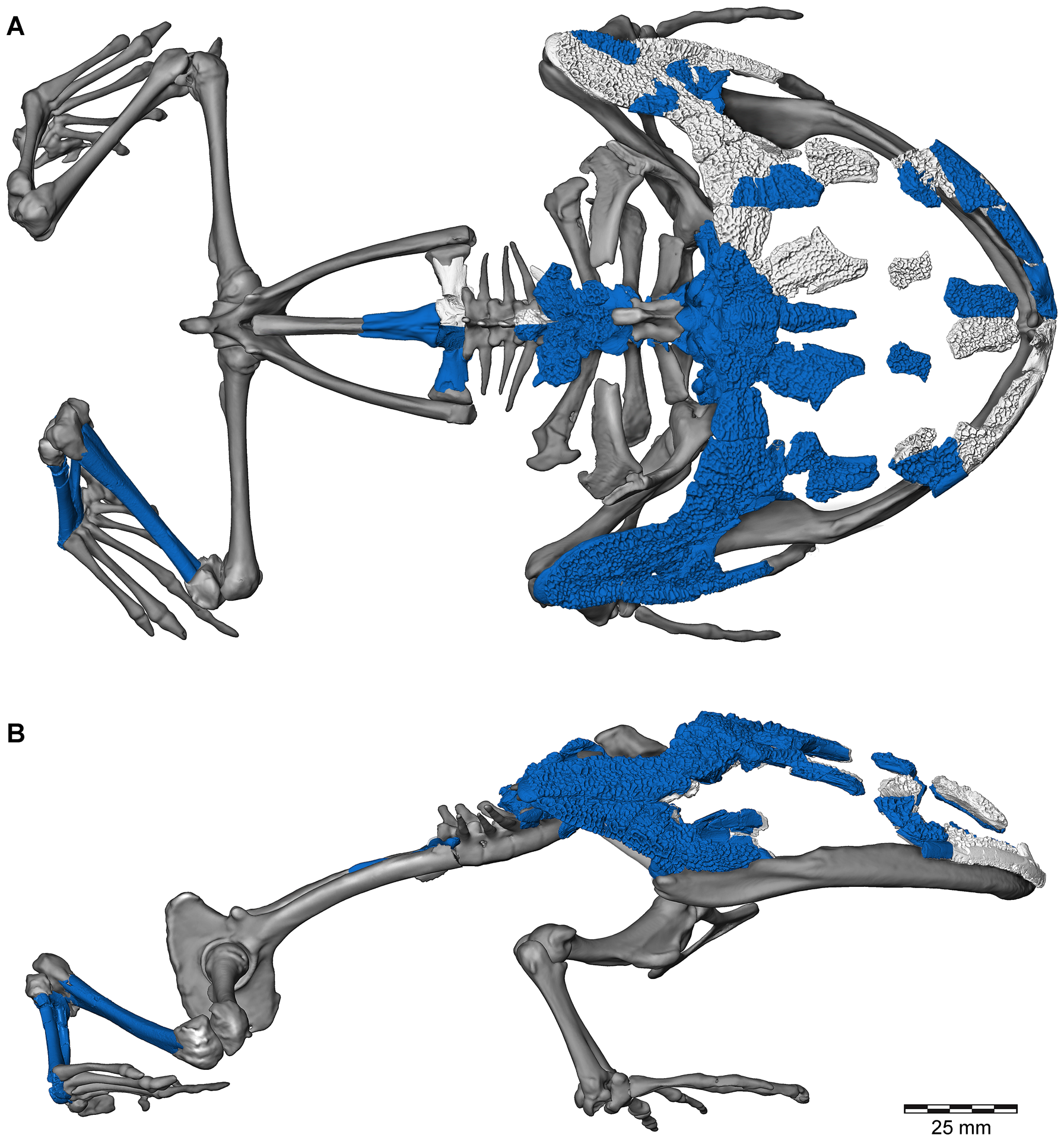
骨架的3D數位復原圖

早期的研究認為惡魔角蛙的吻肛長可達42.5 cm（16.7英寸），但近年的研究顯示，惡魔角蛙的體長可能僅有約23.2（9.1英寸），相當於一頭成年的非洲牛箱頭蛙。惡魔角蛙的頭部十分巨大，其頭骨頂具有十分粗糙的表面，這意味著牠們至少有部分上可能長有骨質的鱗片，又稱為鱗甲。
即使是最大的化石樣本其顱縫也尚未完全癒合，顯示惡魔角蛙可能可以達到更大的體型。

## 古生物學

Size estimation of Beelzebufo

惡魔角蛙擁有一張大嘴可以吞下獵物，包括年幼的恐龍。如果以南美角蛙作為參考，一頭惡魔角蛙（頭部寬 15.4 cm（6.1英寸））的咬合力可達到 500至2,200牛頓（110至490英磅力）。

## 古地理學
惡魔角蛙的化石發現於馬達加斯加，當時的馬達加斯加於晚侏羅紀早期自索馬利亞海岸分離，並仍然與印度相連。惡魔角蛙與南美洲的角花蟾科物種特徵上相似，這意味著馬達加斯加與南美洲在白堊紀時期存在著緊密的生物地理學關係。不過，對惡魔角蛙最初描述重新引起了科學家們的興趣，並重新針對現今角花蟾科物種及個體之間骨骼結構差異進行研究。這些研究表明，惡魔角蛙與角花蟾科物種之間許多相似的特徵可能僅是屬於趨同演化。
2018年的一項研究指出，惡魔角蛙與其他具有類似角花蟾科特徵的已滅絕青蛙（如巴烏魯蛙屬），實際上屬於新蛙亞目下一個更古老的演化支，與角花蟾科為遠親。然而，2022年的一項研究認為巴烏魯蛙和惡魔角蛙是姊妹種，兩個物種所形成的演化支則與現存角花蟾科形成姊妹群。這意味著，惡魔角蛙屬的分類位置可能位於角花蟾科冠群的基群分類單元。